# Cerophytidae
Cerophytidae là một họ bọ cánh cứng. Họ này chỉ có 22 loài, được xếp vào 4 chi, phân bố ở vùng Tân Thế giới.

## Các chi và loài
- Chi Aphytocerus Zherikhin, 1977
  - Aphytocerus communis Zherikhin, 1977
- Chi Brachycerophytum Costa, Vanin, Lawrence & Ide, 2003
  - Brachycerophytum sinchona Costa, Vanin, Lawrence & Ide, 2003
- Chi Cerophytum Latreille, 1806
  - Cerophytum convexicolle LeConte, 1866
  - Cerophytum japonicum Sasaji, 1999
  - Cerophytum pulsator (Haldeman, 1845)
- Chi Phytocerum Costa, Vanin, Lawrence & Ide, 2003
  - Phytocerum alleni Costa, Vanin, Lawrence & Ide, 2003
  - Phytocerum belloi Costa, Vanin, Lawrence & Ide, 2003
  - Phytocerum birai Costa, Vanin, Lawrence & Ide, 2003
  - Phytocerum boliviense (Golbach, 1983)
  - Phytocerum burakowskii Costa, Vanin, Lawrence & Ide, 2003
  - Phytocerum cayennense (de Bonvouloir, 1870)
  - Phytocerum distinguendum (Soares & Peracchi, 1964)
  - Phytocerum golbachi Costa, Vanin, Lawrence & Ide, 2003
  - Phytocerum ingens Costa, Vanin, Lawrence & Ide, 2003
  - Phytocerum inpa Costa, Vanin, Lawrence & Ide, 2003
  - Phytocerum minutum (Golbach, 1983)
  - Phytocerum serraticorne Costa, Vanin, Lawrence & Ide, 2003
  - Phytocerum simonkai Costa, Vanin, Lawrence & Ide, 2003
  - Phytocerum trinidadense (Golbach, 1983)
  - Phytocerum zikani (Soares & Peracchi, 1964)